# BNP Paribas Open 2021
BNP Paribas Open 2021 — тенісний турнір, що проходив на кортах з твердим покриттям у місті Індіан-Веллс, США з 4 до 17 жовтня. Належав до категорій ATP Masters 1000 та  WTA 1000, був турніром серії Indian Wells Open 2021 року.

## Фінальна частина

### Чоловіки, одиночний розряд
Камерон Норрі —  Ніколоз Басілашвілі 3–6, 6–4, 6–1

### Жінки, одиночний розряд
Паула Бадоса —  Вікторія Азаренко 7–6(7–5), 2–6, 7–6(7–2)

### Чоловіки, парний розряд
Джон Пірс (тенісист) /  Філіп Полашек —  Аслан Карацев /  Андрій Рубльов 6–3, 7–6(7–5)

### Жінки, парний розряд
Сє Шувей /  Елісе Мертенс —  Вероніка Кудерметова /  Олена Рибакіна 7–6(7–1), 6–3